# Банк развития
Банк развития (финансовая компания развития, DFC) —  финансовое учреждение, которое обеспечивает венчурный капитал для проектов экономического развития на некоммерческой основе.
Банки развития, как правило, создаются правительствами, международными организациями или благотворительными учреждениями. Они существуют для предоставления средств на значимые проекты, которые не смогли бы получить финансирования от коммерческих кредиторов. Правительства часто используют банки развития, чтобы осуществлять поддержку проектов, направленных на решение экономических, экологических, социальных и политических вопросов у себя в стране или в третьих странах (как правило, развивающихся). Банки развития обычно поддерживаются развитыми государствами. 
В состав банка развития могут входить международные и национальные финансовые институты, многосторонние банки развития, институты микрокредитования и револьверные финансовые фонды.

## Современное положение
По состоянию на 2005 г. совокупные обязательства (в виде кредитов, акций, гарантий и долговых ценных бумаг) основных региональных, многосторонних и двусторонних УФИ составили 45 млрд. долл. США (21,3 млрд. из которых были направлены на поддержку частного сектора).

## Известные банки развития

### Международные
- Международный банк реконструкции и развития
- Межамериканский банк развития
- Евразийский банк развития
- Азиатский банк развития
- Новый банк развития БРИКС

### Национальные
- Банк развития Республики Беларусь
- Банк развития Казахстана
- Банк делового развития Канады
- Китайский банк развития

## Ранее назывались банками развития
- ВЭБ.РФ — ранее назывался «Банк развития и внешнеэкономической деятельности»